# Chris Chiozza
Christopher "Chris" Xavier Chiozza (nascido em 21 de novembro de 1995) é um americano jogador de basquete profissional do Golden State Warriors da National Basketball Association (NBA).
Ele jogou basquete universitário na Universidade da Florida e após não ser selecionado no Draft da NBA de 2018 jogou no Capital City Go-Go e no Rio Grande Valley Vipers da G-League e pelo Houston Rockets e Washington Wizards da NBA.

## Carreira no ensino médio
Chiozza estudou na White Station High School, onde foi treinado por Jesus Patino. Ele também jogou na equipe Team Thad AAU. Em seu terceiro ano, após a morte de sua avó, ele obteve médias de 27 pontos, sete assistências e sete roubos de bola em um importante torneio de Pittsburgh. Ele teve uma média de 15 pontos e oito assistências por jogo em sua última temporada.
Chiozza foi classificado como o 45º melhor jogador em sua classe pelo Rivals.com e recebeu ofertas de bolsas de estudos de Auburn, UMass, Memphis, Ohio State, Richmond e Tennessee antes de se comprometer com a Flórida.

## Carreira universitária

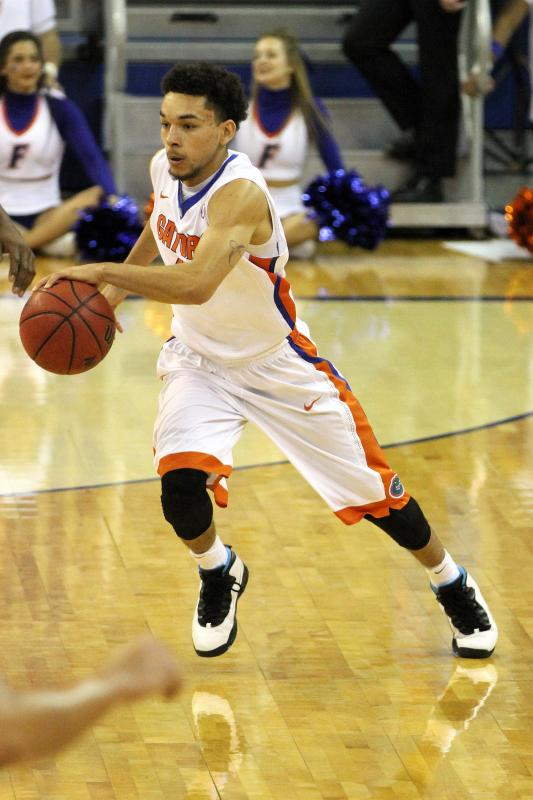
Chiozza jogando pela Flórida

Chiozza acertou uma cesta de 3 pontos para derrotar Wisconsin por 84-83 e enviar Flórida para a Elite Eight do Torneio da NCAA de 2017. Em seu terceiro ano, ele teve uma média de 7,2 pontos, 3,8 assistências e 3,3 rebotes.
Chiozza se tornou titular em seu último ano. Ele fez um roubo e uma bandeja no último segundo para vencer Missouri em 6 de janeiro de 2018. Em 3 de março, ele quebrou o recorde de assistências de Erving Walker na Flórida. Nessa temporada, ele teve médias de 11,1 pontos, 6,1 assistências e 4,6 rebotes. No final da temporada regular, ele foi nomeado para a Primeira-Equipe da SEC. Após a temporada, ele foi convidado para o Portsmouth Invitational Tournament.

## Carreira profissional

### Capital City Go-Go (2018–2019)
Depois de não ter sido selecionado no Draft de 2018, Chiozza juntou-se ao Washington Wizards para a Summer League de 2018. Chiozza acabaria por se juntar aos Wizards para os treinos de pré-temporada. Ele foi dispensado pelos Wizards em 14 de outubro de 2018. Ele foi adicionado ao time afiliado dos Wizards na NBA G League, o Capital City Go-Go.

### Houston Rockets (2019)
Em 22 de fevereiro de 2019, Chiozza assinou um contrato de 10 dias com o Houston Rockets. Ele não jogou em nenhum jogo, mas posteriormente jogou pelo afiliado dos Rockets na G League, o Rio Grande Valley Vipers.
Em 22 de março, Chiozza assinou um contrato com os Rockets para o restante da temporada 2018-19. Ele jogou sua primeira partida na NBA em 24 de março, tendo 5 minutos de ação na vitória por 113-90 contra o New Orleans Pelicans.
Em 30 de julho de 2019, ele foi dispensado pelo Houston Rockets.

### Washington Wizards / Capital City Go-Go (2019)
Em 26 de setembro de 2019, Chiozza assinou novamente com o Washington Wizards para os treinos de pré-temporada. Ele assinou um contrato de mão dupla com os Wizards em 21 de outubro. Segundo os termos do acordo, Chiozza dividiria o tempo entre os Wizards e seu afiliado da G-League, o Capital City Go-Go.
Em 17 de dezembro de 2019, os Wizards dispensaram Chiozza. Em 21 de dezembro de 2019, o Capital City Go-Go anunciou que havia readquirido Chiozza.

### Brooklyn Nets / Long Island Nets (2020-2021)
Em 4 de janeiro de 2020, o Brooklyn Nets assinou um contrato bilateral com Chiozza. Em 1º de dezembro, Chiozza voltou a assinar com os Nets. Ele foi dispensado na conclusão dos treinos de pré-temporada, mas foi então recontratado em 22 de dezembro.

### Golden State Warriors/Santa Cruz Warriors (2022)
Em 13 de agosto de 2021, o Golden State Warriors e seu afiliado da G-League, o Santa Cruz Warriors assinaram um contrato two-way com Chiozza, Chris apareceu em 34 partida por Golden State, sendo titular em uma delas, onde anotou 3 pontos, 4 rebotes e 7 assistências, contra o Toronto Raptors no dia 18 de dezembro de 2021, Golden State acabou perdendo por 119x100
Seus seasons high's foram de: 11 pontos, 4 rebotes, 8 assistências e 2 roubos de bola. Chris mesmo não tendo muitos minutos foi um jogador interessante para o time, por ter um contrato two-way, Chris não jogou nos playoffs pelo Warriors. No dia 16 de junho de 2022, o Warriors acabou se sagrando campeão da NBA, em 6 jogos contra o Boston Celtics, e Chiozza foi campeão pela 1a vez em sua carreira.

## Estatísticas

### NBA

#### Temporada regular
| Ano      | Equipe     | PJ | PT | MPJ  | AP   | 3P   | LL    | RT  | AS  | BR | TO | PPJ |
| -------- | ---------- | -- | -- | ---- | ---- | ---- | ----- | --- | --- | -- | -- | --- |
| 2018–19  | Houston    | 7  | 0  | 4.7  | .250 | .400 | —     | .6  | .6  | .1 | .1 | .9  |
| 2019–20  | Washington | 10 | 0  | 12.3 | .294 | .443 | —     | 1.5 | 2.8 | .1 | .2 | 2.7 |
| 2019–20  | Brooklyn   | 18 | 2  | 15.4 | .425 | .357 | 1.000 | 2.1 | 3.1 | .6 | .1 | 6.4 |
| 2020-21  | Brooklyn   | 22 | 1  | 10.5 | .352 | .310 | .765  | 1.1 | 3.0 | .3 | .3 | 4.0 |
| 2021-22  | Warriors   | 34 | 1  | 10.9 | .296 | .321 | .667  | 1.1 | 1.9 | .4 | .0 | 2.0 |
| Carreira | Carreira   | 91 | 4  | 11.4 | .353 | .343 | .800  | 1.3 | 2.4 | .5 | .1 | 3.3 |

#### Playoffs
| Ano  | Equipe   | PJ | PT | MPJ  | AP   | 3P   | LL   | RT  | AS  | BR  | TO | PPJ |
| ---- | -------- | -- | -- | ---- | ---- | ---- | ---- | --- | --- | --- | -- | --- |
| 2020 | Brooklyn | 4  | 0  | 16.3 | .313 | .333 | .500 | 1.5 | 1.5 | 1.3 | .0 | 5.8 |
| 2021 | Brooklyn | 6  | 0  | 3.2  | .286 | .333 | -    | .2  | .2  | .2  | .0 | .8  |

### G-League
| Ano      | Equipe                   | PJ | PT | MPJ  | AP   | 3P   | LL    | RT  | AS   | BR  | TO  | PPJ  |
| -------- | ------------------------ | -- | -- | ---- | ---- | ---- | ----- | --- | ---- | --- | --- | ---- |
| 2018-19  | Capital City Go-Go       | 43 | 43 | 33.5 | .435 | .420 | .777  | 4.8 | 6.8  | 1.8 | 0.1 | 13.6 |
| 2018-19  | Rio Grande Valley Vipers | 4  | 3  | 32.0 | .467 | .318 | .500  | 4.5 | 12.5 | 2.0 | .0  | 9.5  |
| 2019-20  | Capital City Go-Go       | 10 | 9  | 31.1 | .333 | .328 | 1.000 | 3.7 | 6.4  | 2.7 | 0.2 | 10.8 |
| 2019-20  | Long Island Nets         | 10 | 10 | 31.8 | .432 | .288 | .688  | 5.6 | 5.6  | 1.9 | 0.6 | 13.3 |
| 2021-22  | Santa Cruz Warriors      | 3  | 3  | 37.0 | .346 | .281 | 1.000 | 7.3 | 10.0 | 2.3 | .0  | 16.3 |
| Carreira | Carreira                 | 70 | 68 | 33.1 | .416 | .362 | .772  | 4.8 | 7.3  | 2.1 | 0.2 | 13.0 |

### Universitário
| Ano      | Equipe   | PJ  | PT | MPJ  | AP   | 3P   | LL   | RT  | AS  | BR  | TO  | PPJ  |
| -------- | -------- | --- | -- | ---- | ---- | ---- | ---- | --- | --- | --- | --- | ---- |
| 2014-15  | Florida  | 33  | 11 | 22.8 | .389 | .323 | .477 | 2.2 | 2.2 | 1.2 | 0.0 | 3.9  |
| 2015-16  | Florida  | 36  | 22 | 23.8 | .344 | .320 | .797 | 2.9 | 4.3 | 1.1 | 0.1 | 7.2  |
| 2016-17  | Florida  | 36  | 0  | 22.1 | .411 | .313 | .788 | 3.3 | 3.8 | 1.3 | 0.0 | 7.2  |
| 2017-18  | Florida  | 34  | 32 | 32.0 | .417 | .349 | .809 | 4.3 | 6.1 | 1.9 | 0.1 | 11.1 |
| Carreira | Carreira | 139 | 65 | 25.1 | .390 | .326 | .717 | 3.1 | 4.1 | 1.3 | 0.1 | 7.3  |

Fonte: